# Cucullia marmorea
Cucullia marmorea är en fjärilsart som beskrevs av Charles Boursin 1942. Cucullia marmorea ingår i släktet Cucullia och familjen nattflyn. Inga underarter finns listade i Catalogue of Life.